# Brian Chesky
Brian Chesky, född 29 augusti 1981, är en amerikansk entreprenör, mest känd för att ha medgrundat företaget Airbnb där han idag är VD. Chesky har utsetts till en av Times "100 Most Influential People of 2015".

## Biografi
Brian Chesky föddes 29 augusti 1981 och växte upp i New York. Under sin ungdom intresserade sig Chesky för konst, design och bild. 1999 började Chesky att studera vid Rhode Island School of Design och fick sin examen 2004. Under tiden på skolan träffade han Joe Gebbia som han senare skulle grunda Airbnb tillsammans med.

## Airbnb
Efter att ha haft problem med att skaffa hotellrum under en konferens kom han på iden för Airbnb. Tillsammans med Joe Gebbia och Nathan Blecharczyk grundade han i februari 2008 Airbnb.